# Noor Vidts
Noor Vidts (født 1996) er en belgisk atlet, der konkurrerer i mangekamp.
I 2021 repræsenterede hun sit land ved sommer-OL 2020 i Tokyo, hvor hun blev nummer 4 i syvkamp.
Hun repræsenterede Belgien under World Indoor Athletics Championships 2022, hvor hun vandt guld i femkamp.
Ved sommer-OL 2024 repræsenterede hun Belgien, hvor hun vandt bronze i syvkamp.